# Euphya bistrigata
Euphya bistrigata är en tvåvingeart som först beskrevs av Günther Enderlein 1942.  Euphya bistrigata ingår i släktet Euphya och familjen Pyrgotidae. Inga underarter finns listade i Catalogue of Life.